# Tanystylum cinctum
Tanystylum cinctum là một loài nhện biển trong họ Ammotheidae. Loài này thuộc chi Tanystylum. Tanystylum cinctum được miêu tả khoa học năm 1992 bởi Child.